# Фарадей (единица измерения)
Фараде́й (не путать с фарадом) — внесистемная единица измерения электрического заряда, используемая в электрохимии, обозначение: F.
Единица названа в честь английского физика Майкла Фарадея, внесшего большой вклад в исследование электричества, в частности открывшего явление электромагнитной индукции. 1 фарадей соответствует заряду 1 моля электронов или однозарядных ионов (1 Ф = NA·e); при пропускании через электролитическую ячейку заряда в 1 фарадей на каждом электроде выделяется 1 моль однозарядных ионов. Численно 1 фарадей равен постоянной Фарадея.
1 фарадей = 96485,3415 кулона
1 фарадей ≈ 26,8 ампер·час